# Josef Hörl
Josef Hörl (* 31. März 1928 in Saalfelden am Steinernen Meer; † 12. März 2017) war ein österreichischer Landwirt und Politiker (ÖVP). Er war Abgeordneter zum Salzburger Landtag (1964–1984) und Präsident des Landtages (1979–1984).

## Ausbildung und Beruf
Hörl absolvierte seine Schulpflicht an der Volksschule in Saalfelden am Steinernen Meer und besuchte nach dem Zweiten Weltkrieg von 1946 bis 1948 die Landwirtschaftsschule in Bruck an der Großglocknerstraße. Ab 1957 war er als selbständiger Landwirt (Hanslbauer) in seiner Heimatgemeinde Saalfelden am Steinernen Meer tätig.

## Politik, Ämter und Funktionen
Josef Hörl begann seine politische Karriere in der Lokalpolitik, wobei er von 1959 bis 1989 Mitglied der Gemeindevertretung von Saalfelden am Steinernen Meer war. Zwischen den Jahren 1969 und 1977 war er auch Mitglied des Gemeinderates, von 1977 bis 1989 nahm er das Amt des Vizebürgermeisters von Saalfelden am Steinernen Meer wahr.
Ab dem 19. Juni 1964 gehörte er dem Salzburger Landtag an, in dem er die Österreichische Volkspartei vertrat. Er war von 1977 bis 1979 stellvertretender Klubobmann des ÖVP-Landtagsklubs und wurde am 15. Mai 1979 zum Dritten Präsidenten des Salzburger Landtages gewählt, wobei er am 15. Mai 1984 in dieser Funktion aus dem Salzburger Landtag schied.
Innerparteilich wirkte Hörl von 1959 bis 1972 als Hauptbezirksobmann der Salzburger Volkspartei im Pinzgau, des Weiteren war er von 1963 bis 1979 als Bezirksobmann des Pinzgaus im Salzburger Bauernbundes, einer der vier Bünde der Volkspartei, aktiv.
Hörl wirkte zudem von 1958 bis 1998 als Aufsichtsratsvorsitzender der Pinzgauer Molkereigenossenschaft, war von 1970 bis 1995 Kammerrat der Salzburger Landwirtschaftskammer und von 1983 bis 1995 Obmann der ARGE Pinzgauer Rinderzüchter.

## Ehrungen und Auszeichnungen
- Goldenes Ehrenzeichen der Republik Österreich (1974)
- Ernennung zum Ökonomierat (1980)
- Goldenes Ehrenzeichen des Landes Salzburg (1985)
- Ehrenobmann der ARGE Pinzgauer Rinderzüchter (1995)
- Goldener Ehrenring der Gemeinde Saalfelden
- Ritterorden vom Heiligen Grab zu Jerusalem (Ritter)